# Chilkasa perhamata
Chilkasa perhamata är en fjärilsart som beskrevs av George Francis Hampson 1894. Chilkasa perhamata ingår i släktet Chilkasa och familjen nattflyn. Inga underarter finns listade i Catalogue of Life.